# Пащук Іван Григорович
Іва́н Григо́рович Пащу́к (20 лютого 1938, с. Щесьники, Польща — 19 вересня 2013, м. Рівне) — український письменник, журналіст, краєзнавець. Член правління Національної спілки краєзнавців України.

## Короткий життєпис
Народився у с. Щесьники Володавського повіту Люблінського воєводства Польщі. Навчався в Богушівській початковій, Новинській семирічній і Довгошиївській середній школах Млинівського району на Рівненщині. Закінчив філологічний факультет (українське відділення) Рівненського державного педагогічного інституту, журналістську освіту здобув у ВНЗ Львова та Києва (1974).
У 1961—1962 роках працював вчителем української мови та літератури Великоглушанської середньої школи Любешівського району Волинської області, у 1962–1964 роках служив у лавах Радянської армії, потім завідував відділами листів і робсількорів рівненської райгазети «Слово правди» (1964–1966 рр.), відділами шкільної і студентської молоді рівненської обласної молодіжної газети «Зміна» (1967–1974 рр.), працював власним кореспондентом рівненської обласної газети «Червоний прапор» (1974–1977 рр.), позаштатним громадським кореспондентом «Літературної газети» (1976–1980 рр.), завідувачем корпункту київської «Робітничої газети» по Рівненській, Волинській та Житомирській областях (1977–2001 рр.), старшим викладачем Рівненського державного педінституту, Рівненського державного інституту культури (1993–1999 рр.), заступником голови Рівненського обласного літературного об'єднання (1968–1985 рр.).
Від 1989 року — голова Рівненського обласного краєзнавчого товариства, член правління і почесний член Всеукраїнської спілки краєзнавців, із жовтня 2008 року — Національної спілки краєзнавців України, делегат її перших чотирьох з'їздів, на яких виступав. 
Від 2001 року — начальник науково-редакційного відділу Рівненського факультету Національної академії керівних кадрів культури і мистецтв, від 2003 року — відповідальний секретар, член науково-редакційної групи обласної редколегії книги «Реабілітовані історією» та обласної координаційної ради з питань книговидавничої справи (із 2003 р.). Член Національної спілки журналістів України (з 1968 р.), Всеукраїнської спілки краєзнавців (в даний час — Національна спілка краєзнавців України) (із 1990 р.), Спілки архівістів України (з 2004 р.), Міжнародної громадської організації «Рівненське земляцтво» (2006 р.), редколегії інформаційного бюлетеня «Холмщина», Всеукраїнської громадської організації «Конгрес українців Холмщини і Підляшшя», співавтор збірника наукових статей «Волинь історична» (з 2005 р.), від 2007 року — член Всеукраїнської творчої спілки «Літературний форум».

## Творчість
Автор багатьох літературно-краєзнавчих публікацій у періодиці. Окремими виданнями вийшли книги:
- біобібліографічний довідник «Млинівщина літературна» (1992);
- збірник літературознавчих статей і спогадів «Повернення в незабутнє» (1993);
- «Перше краєзнавче десятиліття на Рівненщині (1989–1999)»;
- поетичні збірки «Відродини» (1995), «Сонця твоїх очей» (1996), «Поліські вітражі» (1997), «На терезах буднів» (1998), «П'ята вершина» (2002), «Сповідний день» (2007), «Берестецька незабуть» (2012);
- біобліографічний покажчик «На все життя» (2004);
- «Учитель і краєзнавець Іван Шишко» (2004);
- «Літературно-краєзнавча енциклопедія Рівненщини» (2005);
- «Рівне. 1283–2003. Історико-краєзнавча хронологія» (2006);
- «Свічки пам’яті не погасли. Про голодомор 1932–1933 рр.» (2008);
- «Меморіальні дошки у Рівному» (2008).

## Нагороди
Нагороджений орденом «За заслуги» III ступеня (2007 р.), відзначений Подякою Кабінету Міністрів України (2001 р.), Почесною грамотою Верховної Ради України (2010 р.), кілька разів почесними грамотами Національної спілки журналістів України і краєзнавчої спілки, обласної та міської рад, ряду міністерств і управлінь, громадських організацій/